# MLS Supplemental Draft 2008
De Major League Soccer Supplemental Draft 2008 werd gehouden op 24 januari 2008. De Major League Soccer teams konden hier spelers kiezen, die niet meetellen met het salarisplafond. De eerste keuze was voor San Jose Earthquakes, die Adam Smarte koos. In deze draft hadden de clubs vijf keer geen speler gekozen.

## Ronde 1
| Keuze | Speler          | Positie | MLS-team               | Vorig team                              |
| ----- | --------------- | ------- | ---------------------- | --------------------------------------- |
| 1     | Adam Smarte     | A       | San Jose Earthquakes   | Universiteit van Californië, Santa Cruz |
| 2     | Xavier Balc     | A       | Toronto FC             | Ohio State                              |
| 3     | Kevin Forrest   | A       | Colorado Rapids        | Washington                              |
| 4     | Michael Gavin   | V       | Los Angeles Galaxy     | Portland                                |
| 5     | Cesar Zambrano  | M       | Colorado Rapids        | Illinois-Chicago                        |
| 6     | Billy Chiles    | DM      | Columbus Crew          | Towson Universiteit                     |
| 7     | Danleigh Borman | M       | Red Bull New York      | Rhode Island                            |
| 8     | Kheli Dube      | M       | New England Revolution | Coastal Carolina                        |
| 9     | Kraig Chiles    | A       | Chivas USA             | San Diego State                         |
| 10    | Brandon Owens   | V       | D.C. United            | UCLA                                    |
| 11    | Pat Healy       | M       | Kansas City Wizards    | Towson Universiteit                     |
| 12    | Kai Kasiguran   | M       | Chicago Fire           | Messiah College                         |
| 13    | Chris Tierney   | V       | New England Revolution | Virginia                                |
| 14    | Johnny Alcaraz  | A       | Houston Dynamo         | Westmont College                        |

## Ronde 2
| Keuze | Speler           | Positie | MLS-team               | Vorig team                  |
| ----- | ---------------- | ------- | ---------------------- | --------------------------- |
| 15    | Tim Bohnenkamp   | A       | San Jose Earthquakes   | Creighton                   |
| 16    | Overgeslagen     |         | Toronto FC             |                             |
| 17    | Tino Nuñez       | A       | Real Salt Lake         | UC Santa Barbara            |
| 18    | Charles Alamo    | DM      | Los Angeles Galaxy     | Cal-Riverside               |
| 19    | Mike Graczyk     | DM      | Colorado Rapids        | universiteit van New Mexico |
| 20    | Cory Elenio      | A       | Columbus Crew          | Universiteit van Evansville |
| 21    | Michael Palacio  | A       | Red Bull New York      | Stony Brook University      |
| 22    | Yannick Reyering | A       | FC Dallas              | Virginia                    |
| 23    | Javier Ayala-Hil | A       | Chivas USA             | California State            |
| 24    | Dan Stratford    | M       | D.C. United            | West Virginia universiteit  |
| 25    | Vincent Arze     | M       | Kansas City Wizards    | Mercer universiteit         |
| 26    | Adrian Bumbut    | A       | Chicago Fire           | Liberty                     |
| 27    | Kyle Altman      | M       | New England Revolution | Trinity                     |
| 28    | Craig Thompson   | A       | Houston Dynamo         | Colorado School of Mines    |

## Round 3
| Keuze | Speler         | Positie | MLS-team               | Vorig team                    |
| ----- | -------------- | ------- | ---------------------- | ----------------------------- |
| 29    | Greg Curry     | V       | San Jose Earthquakes   | UC Santa Barbara              |
| 30    | Overgeslagen   |         | Toronto FC             |                               |
| 31    | Kevin Reiman   | M       | Real Salt Lake         | Michigan State                |
| 32    | Greg Folk      | V       | Los Angeles Galaxy     | UCLA                          |
| 33    | Daniel Antúnez | M       | Colorado Rapids        | universiteit van Hartford     |
| 34    | Lukasz Tumicz  | A       | Columbus Crew          | Universiteit van Rhode Island |
| 35    | John Glikerson | V       | Red Bull New York      | universiteit van Winthrop     |
| 36    | Ben Shuleva    | M       | FC Dallas              | SMU                           |
| 37    | El-Hadj Cisse  | M       | Chivas USA             | North Carolina State          |
| 38    | Zola Short     | V       | Columbus Crew          | Virginia                      |
| 39    | Tom Gray       | M       | Kansas City Wizards    | Monmouth Universiteit         |
| 40    | Zach Pope      | M       | Chicago Fire           | Duke-universiteit             |
| 41    | Saidi Isaac    | A       | New England Revolution | universiteit van Winthrop     |
| 42    | Kieran Hall    | M       | Houston Dynamo         | Fort Lewis College            |

## Round 4
| Keuze | Speler             | Positie | MLS-team               | Vorig team                           |
| ----- | ------------------ | ------- | ---------------------- | ------------------------------------ |
| 43    | Tim Jepsen         | V       | San Jose Earthquakes   | Duke-universiteit                    |
| 44    | Overgeslagen       |         | Toronto FC             |                                      |
| 45    | Kenny Anaba        | A       | Real Salt Lake         | Cincinnati Universiteit              |
| 46    | Daniel De Geer     | M/A     | Los Angeles Galaxy     | Universiteit van San Francisco       |
| 47    | Steve Bode         | V       | Colorado Rapids        | Universiteit van Wisconsin-Milwaukee |
| 48    | Tim Conway         | M       | Chicago Fire           | Nyack College                        |
| 49    | Laurent Manuel     | V/M     | Red Bull New York      | Brown Universiteit                   |
| 50    | Overgeslagen       |         | FC Dallas              |                                      |
| 51    | Andre Sherard      | V       | Chivas USA             | UNC                                  |
| 52    | James Thorpe       | DM      | D.C. United            | Franklin Pierce                      |
| 53    | Andrew Kartunen    | DM      | Kansas City Wizards    | Stanford-universiteit                |
| 54    | Melford James, Jr. | DM      | Chicago Fire           | Universiteit van Montevallo          |
| 55    | Overgeslagen       |         | New England Revolution |                                      |
| 56    | James Georgeff     | A       | Houston Dynamo         | UCF                                  |